# Emanuel Merck

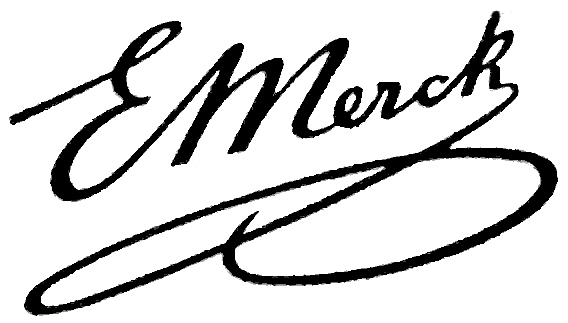
Assinatura de Merck em seus produtos

Heinrich Emanuel Merck (Darmstadt, 15 de setembro de 1794 – Darmstadt, 14 de fevereiro de 1855) foi um farmacêutico e empresário, fundador da indústria farmacêutica Merck, em Darmstadt.

## Vida
Merck estudou farmácia em Berlim e Viena e trabalhou na Farmácia Engel de seu pai, da qual foi diretor a partir de 1816. Paralelamente se dedicou à química de produtos naturais de plantas.
Em seu laboratório conseguiu isolar e interpretar alcaloides, uma classe de fitonutrientes que devido a suas propriedades em medicina despertaram o interesse científico. Em 1827 produziu o então alcaloide e o comercializou com colegas farmacêuticos, químicos e médicos. De 1838 a 1841 foi proprietário de uma fábrica de velas e foi a partir de 1828 membro do Conselho Municipal de Darmstadt.
Heinrich Emanuel Merck teve três filhos, Carl Merck (1823–1885), Georg Franz Merck (1825–1873) e Wilhelm Merck (1833–1899), que foram seus herdeiros.
Heinrich Emanuel Merck está sepultado no Alter Friedhof Darmstadt (Local: I Mauer 123/124).